# Pseudokatianna niveovata
Pseudokatianna niveovata är en urinsektsart. Pseudokatianna niveovata ingår i släktet Pseudokatianna och familjen Katiannidae.

## Underarter
Arten delas in i följande underarter:
- P. n. nigra
- P. n. niveovata